# Novooleksandrivka, Mejova
Novooleksandrivka (în ucraineană Новоолександрівка) este un sat în comuna Raipole din raionul Mejova, regiunea Dnipropetrovsk, Ucraina.

## Demografie
Componența lingvistică a localității Novooleksandrivka
     Ucraineană (66,67%)
     Rusă (33,33%)
Conform recensământului din 2001, majoritatea populației localității Novooleksandrivka era vorbitoare de ucraineană (66,67%), existând în minoritate și vorbitori de rusă (33,33%).